# Moog Expressions
Moog Expressions es el duodécimo álbum de Jean-Jacques Perrey y el primer álbum de su hija Pat Prilly. Fue originalmente publicado en 1971 y fue relanzado en 1972.

## Carátulas
La primera carátula es similar a la del álbum Moog Mig Mag Moog, que Perrey lanzó en 1974. La segunda carátula es diferente, esta vez con el fondo azul y con el título de Moog Expressions, encima de una foto de un sintetizador Moog en blanco y negro. Abajo de esa foto se encuentra un texto que dice By Pat Prilly.

## Lista de canciones
| Número | Título                  | Duración |
| ------ | ----------------------- | -------- |
| 1      | Train Experimental      | 2:54     |
| 2      | Les Canaux de Mars      | 2:40     |
| 3      | Les Mysteres du Cosmos  | 2:43     |
| 4      | Polymorphoses           | 2:20     |
| 5      | Music de l' Infini      | 1:57     |
| 6      | Echo Spatial            | 2:04     |
| 7      | Escale Sur Jupiter      | 2:08     |
| 8      | Cardiophone             | 1:49     |
| 9      | A l'Aube de l'An 2000   | 5:15     |
| 10     | Esoteria                | 1:58     |
| 11     | Altitude - 1            | 1:54     |
| 12     | Frontieres de l'Inconnu | 2:00     |
| 13     | Electro-Faunne          | 3:20     |
| 14     | Message De L'Inconnu    | 2:20     |
| 15     | Profil Interne          | 1:57     |

## Uso de sus canciones
La canción Les Canaux de Mars fue utilizada en el capítulo 12 de Thunder Mask. Les Mysteres du Cosmos fue usado en el episodio 13 de Thunder Mask.